# Bibliothèque universitaire de droit de Bordeaux
La bibliothèque de droit de Bordeaux, est créée le 15 décembre 1870. C'est une bibliothèque universitaire, spécialisée en droit, sciences économiques et sciences politiques.
Elle est d'abord installée place Pey Berland à Bordeaux puis est transférée en 1966-1968 au 4 avenue Denis-Diderot à Pessac, au sein du Domaine universitaire de Talence Pessac Gradignan.
La bibliothèque est ouverte aux enseignants-chercheurs et étudiants de toute université. Tout particulier peut également s'y inscrire pour bénéficier du droit d'emprunter les collections imprimées.

## Histoire

### Noms et emplacements successifs
La bibliothèque de droit de Bordeaux est organisée par le décret du 15 décembre 1870 portant recréation d'une faculté de droit à Bordeaux. L'article 3 du décret fait de l'existence de la bibliothèque une des trois conditions nécessaires à l'organisation définitive de la faculté.
Ouverte dès 1871, la bibliothèque est alors installée sur le site historique de la faculté, toujours existant et en activité, place Pey Berland à Bordeaux. La création de la bibliothèque est supervisée directement par le premier doyen de la Faculté, Amédée Couraud.
En 1878, les bibliothèques universitaires sont l'organisation administrative créée pour regrouper et organiser entre elles les bibliothèques des différentes facultés. À Bordeaux, les bibliothèques des facultés de lettres, de sciences, de droit et de médecine sont ainsi structurées au sein de la bibliothèque universitaire en 1879 sans quitter leurs emplacements. La bibliothèque de la faculté de droit devient la section droit de la bibliothèque universitaire qui dessert l'université de Bordeaux de 1879 à 1970.
En 1968-1970, l'université de Bordeaux est scindée en trois universités. La bibliothèque rejoint la faculté de droit dont l'emplacement principal se déplace sur la campus de Pessac. Ainsi, en 1968, elle est transférée à Pessac dans son bâtiment actuel. De 1971 à 1995, elle devient alors la section droit-sciences économiques de la bibliothèque interuniversitaire de Bordeaux qui dessert les universités de Bordeaux-I, Bordeaux-II et Bordeaux-III.
En 1996, l'université Bordeaux-IV se sépare de l'université Bordeaux-I qui regroupait jusqu'alors l'enseignement et la recherche en sciences ainsi qu'en droit-économie. La bibliothèque devient alors bibliothèque droit-sciences économiques du service commun de la documentation de l'université Bordeaux-IV, jusqu'en 2013.
À partir de 2014, avec la fusion des universités, la bibliothèque prend son nom actuel de bibliothèque droit, science politique, économie au sein de la direction de la documentation de l'université de Bordeaux.

### Bibliothécaires successifs
|                                                | Dates d'exercice                | Statut         |
| ---------------------------------------------- | ------------------------------- | -------------- |
| Édouard Cuq, Charles Mortet, Julien Biseuil    | se succèdent entre 1871 et 1877 | Doctorants     |
| Armand Rambaud, Félix Moreau, Frantz Despagnet | se succèdent entre 1878 et 1882 | Doctorants     |
| Victor Mortet                                  | 1880-1885                       | Bibliothécaire |
| Georges Platon                                 | 1885-1917                       | Bibliothécaire |
| M. Salingardes                                 | 1920-1930                       | Bibliothécaire |
| Yvonne Soubié                                  | 1930-1964,                      | Bibliothécaire |
| Élisabeth Traissac                             | 1965-1976                       | Conservatrice  |
| Marie-Françoise Vitrac                         | 1976-1982                       | Conservatrice  |
| Dominique Montbrun-Israël                      | 1983-2012                       | Conservatrice  |
| Pierre Gravier                                 | 2012-2016                       | Conservateur   |

## Le bâtiment
La bibliothèque est ouverte en 1871 dans les locaux provisoires de la faculté, rue Jean-Jacques-Bel. 
Elle s'installe dans les locaux définitifs de la faculté, place Pey-Berland, en novembre 1872. Ces locaux sont étendus 6 fois à travers des bureaux et couloirs, dès 1877 et nouveau en 1921, puis entièrement rénovés en 1937. 
Toujours en quête d'espace, la bibliothèque déménage dans son bâtiment actuel de Pessac en 1968. Cette bibliothèque est construite par les architectes Louis Sansaulieu et Daurel. La bibliothèque occupe alors le rez-de-chaussée (documents pour les premières années universitaires) et le premier étage (documents pour étudiants avancés et chercheurs). Entre 1997 et 2000, la bibliothèque connaît un premier agrandissement par le cabinet d'architectes Pargade et investit l'ensemble du rez-de-chaussée agrandi (2 500 m² d'espaces publics sur un total de 5 500 m²), mettant en contrepartie à disposition de la bibliothèque de lettres le premier étage du bâtiment. 
En 2020, elle entame une seconde extension de 1500 m². 

## Collections, classification

### Collections
Créée ex nihilo en 1871, la bibliothèque est d'abord constituée par les achats courants de la faculté ainsi que des achats personnels du doyen Amédée Couraud. Dès le 19e siècle, la bibliothèque est repérée pour sa richesse du fait des moyens financiers mis en œuvre par le premier doyen de la faculté.
| 1876 | 6 000   |
| 1878 | 10 000  |
| 1890 | 14 000  |
| 1900 | 26 000  |
| 1910 | 46 000  |
| 1917 | 54 000  |
| 1936 | 83 000  |
| 2019 | 143 000 |

Elle recueille les legs de nombreux professeurs parmi lesquels Amédée Couraud (1892), Henri Saint-Marc (1896), Pierre Maria (1937), Marcel Laborde-Lacoste (1978), Dominique Lacoue-Labarthe (2019).
Elle accueille également dans ses collections le don du baron Pierre-Barthélémy Portal, représentant plus de 1 000 ouvrages de droit comparé publiés entre 1498 et la fin du 19e siècle.
Les collections imprimées patrimoniales de la bibliothèque comptent environ 5000 ouvrages du 15e au 19e siècles. Ces collections comprennent notamment un très riche fonds de coutumiers des 16e, 17e et 18e siècles couvrant la plupart des coutumes de France (Amiens, Auvergne, Bourgogne, Normandie, Paris...), d'Aquitaine (Angoumois, Bazas, Béarn, Bordeaux, Poitou, La Rochelle...) ou étrangères (îles anglo-normandes). Ce fonds ancien s'étend également à la jurisprudence des parlements d'ancien régime et aux sources du droit français avant 1789. 
La bibliothèque de droit de Bordeaux est dépositaire de la documentation produite par les Nations unies, sans interruption depuis 1949. Cette documentation y est ordonnée salon la classification des Nations Unies. Elle dispose également des traités reçus dans le cadre de la Société des Nations.

### Classification
La bibliothèque de droit de Bordeaux est la première à disposer d'un catalogue imprimé de ses collections : il est réalisé par Charles Mortet et publié en 1876.
Armand Rambaud complète ce catalogue en 1878 avec un supplément, à la suite de nombreux accroissements.
L'apport principal de cette bibliothèque aux bibliothèques juridiques est la création en son sein de la classification de Bordeaux. Cette classification spécifiquement française des matières juridiques, économiques et politique est jugée par certaines bibliothèques comme plus adaptée à ces matières, notamment le droit, que la classification Dewey ou la classification décimale universelle. Ainsi, la classification de Bordeaux est mise en œuvre dans plusieurs bibliothèques juridiques françaises, notamment la bibliothèque Cujas, bibliothèque juridique de référence, ou les bibliothèques de l'université Paris-I. Cette classification est employée à la bibliothèque de droit de Bordeaux entre 1968 et 2012 ; depuis les collections en libre accès de la bibliothèque sont organisées selon la classification Dewey.